# Balón de Oro 2018
El Balón de Oro 2018 fue la sexagésimo tercera edición del galardón entregado por la revista francesa France Football al mejor futbolista del año 2018. La ceremonia de entrega del premio tuvo lugar el lunes 3 de diciembre de 2018.
El 9 de octubre, France Football publicó la lista de los 30 jugadores que optaban a ganar el Balón de Oro.

## Balón de Oro
A continuación se listan los votos recibidos por los treinta finalistas.
| Pos. | Jugador           | Club (es)                          | Puntos | % Votos |
| ---- | ----------------- | ---------------------------------- | ------ | ------- |
| 1.º  | Luka Modrić       | Real Madrid F. C.                  | 753    | 26,14%  |
| 2.º  | Cristiano Ronaldo | Real Madrid C. F. / Juventus F. C. | 476    | 16,52%  |
| 3.º  | Antoine Griezmann | Atlético de Madrid                 | 470    | 14,37%  |
| 4.º  | Kylian Mbappé     | París Saint-Germain F. C.          | 347    | 12,04%  |
| 5.º  | Lionel Messi      | F. C. Barcelona                    | 280    | 9,72%   |
| 6.º  | Mohamed Salah     | Liverpool F. C.                    | 188    | 6,53%   |
| 7.º  | Raphaël Varane    | Real Madrid C. F.                  | 121    | 4,20%   |
| 8.º  | Eden Hazard       | Chelsea F. C.                      | 119    | 4,13%   |
| 9.º  | Kevin De Bruyne   | Manchester City F. C.              | 29     | 1,01%   |
| 10.º | Harry Kane        | Tottenham Hotspur F. C.            | 25     | 0,87%   |
| 11.º | N'Golo Kanté      | Chelsea F. C.                      | 24     | 0,83%   |
| 12.º | Neymar            | París Saint-Germain F. C.          | 19     | 0,66%   |
| 13.º | Luis Suárez       | F. C. Barcelona                    | 17     | 0,59%   |
| 14.º | Thibaut Courtois  | Chelsea F. C. / Real Madrid C. F.  | 12     | 0,42%   |
| 15.º | Paul Pogba        | Manchester United F. C.            | 9      | 0,31%   |
| 16.º | Sergio Agüero     | Manchester City F. C.              | 7      | 0,24%   |
| 17.º | Gareth Bale       | Real Madrid C. F.                  | 6      | 0,21%   |
| =    | Karim Benzema     | Real Madrid C. F.                  | 6      | 0,21%   |
| 19.º | Roberto Firmino   | Liverpool F. C.                    | 4      | 0,14%   |
| =    | Ivan Rakitić      | F. C. Barcelona                    | 4      | 0,14%   |
| =    | Sergio Ramos      | Real Madrid C. F.                  | 4      | 0,14%   |
| 22.º | Edinson Cavani    | París Sain-Germain F. C.           | 3      | 0,10%   |
| =    | Sadio Mané        | Liverpool F. C.                    | 3      | 0,10%   |
| =    | Marcelo           | Real Madrid C. F.                  | 3      | 0,10%   |
| 25.º | Alisson Becker    | A. S. Roma / Liverpool F. C.       | 2      | 0,07%   |
| =    | Mario Mandžukić   | Juventus F. C.                     | 2      | 0,07%   |
| =    | Jan Oblak         | Atlético de Madrid                 | 2      | 0,07%   |
| 28.º | Diego Godín       | Atlético de Madrid                 | 1      | 0,03%   |
| 29.º | Isco Alarcón      | Real Madrid C. F.                  | 0      | 0%      |
| =    | Hugo Lloris       | Tottenham Hotspur F. C.            | 0      | 0%      |

## Balón de Oro femenino
A continuación se listan los votos recibidos por las quince finalistas.
| Pos. | Jugador            | Club (es)                             | Puntos | % Votos |
| ---- | ------------------ | ------------------------------------- | ------ | ------- |
| 1.º  | Ada Hegerberg      | Olympique Lyonnais                    | 136    |         |
| 2.º  | Pernille Harder    | VfL Wolfsburgo                        | 130    |         |
| 3.º  | Dzsenifer Marozsán | Olympique Lyonnais                    | 86     |         |
| 4.º  | Marta Vieira       | Orlando Pride                         | 77     |         |
| 5.º  | Sam Kerr           | Perth Glory F. C. / Chicago Red Stars | 61     |         |
| 6.º  | Lucy Bronze        | Olympique Lyonnais                    | 51     |         |
| 7.º  | Amandine Henry     | Olympique Lyonnais                    | 34     |         |
| =    | Wendie Renard      | Olympique Lyonnais                    | 34     |         |
| 9.º  | Megan Rapinoe      | Seattle Reign F. C.                   | 30     |         |
| 10.º | Lindsey Horan      | Portland Thorns F. C.                 | 28     |         |
| 11.º | Lieke Martens      | F. C. Barcelona                       | 26     |         |
| 12.º | Saki Kumagai       | Olympique Lyonnais                    | 25     |         |
| 13.º | Amel Majri         | Olympique Lyonnais                    | 9      |         |
| 14.º | Fran Kirby         | Chelsea Ladies F. C.                  | 5      |         |
| 15.º | Christine Sinclair | Portland Thorns F. C.                 | 4      |         |

## Trofeo Kopa
A continuación se listan los votos recibidos por los diez finalistas.
| Pos. | Jugador                | Club (es)                  | Puntos | % Votos |
| ---- | ---------------------- | -------------------------- | ------ | ------- |
| 1.º  | Kylian Mbappé          | París Saint-Germain F. C.  | 110    |         |
| 2.º  | Christian Pulisic      | Borussia Dortmund          | 31     |         |
| 3.º  | Justin Kluivert        | A. F. C. Ajax / A. S. Roma | 18     |         |
| 4.º  | Rodrygo Goes           | Santos F. C.               | 12     |         |
| 4.º  | Gianluigi Donnarumma   | A. C. Milan                | 12     |         |
| 6.º  | Trent Alexander-Arnold | Liverpool F. C.            | 6      |         |
| 7.º  | Patrick Cutrone        | A. C. Milan                | 5      |         |
| 8.º  | Houssem Aouar          | Olympique Lyonnais         | 4      |         |
| 9.º  | Amadou Haidara         | Red Bull Salzburgo         | 0      |         |
| =    | Ritsu Dōan             | F. C. Groningen            | 0      |         |